# Jhonny Quiñónez
Jhonny Raúl Quiñónez Ruiz (Quito, 11 giugno 1998) è un calciatore ecuadoriano, centrocampista del Barcelona SC in prestito dall'Independiente.

## Caratteristiche tecniche
È un mediano.

## Carriera

### Club
Ha giocato nella prima divisione ecuadoriana ed in quella olandese, nella quale ha trascorso un periodo in prestito nel Willem II.

### Nazionale
Con la nazionale Under-20 ecuadoriana ha preso parte al Mondiale del 2017.
Nel 2019 ha esordito in nazionale maggiore.